# Ipubi
Ipubi es un municipio brasileño del estado de Pernambuco. Administrativamente, el municipio está formado por el distrito-sede y por los poblados de Serra Branca y Serrolândia. TIene una población estimada al 2020 de 31 187 habitantes.

## Historia
El municipio se originó de la Hacienda Poço Verde, en la Chapada del Araripe. El poblamiento se intensificó a partir de 1938, de la mano de la feria libre local.
Perteneciente al municipio de Ouricuri, el distrito de Ipubi fue creado el 31 de diciembre de 1943. Se hizo municipio autónomo a través de la ley provincial n.º 3.340, datada del 31 de diciembre de 1958, siendo instalado el 1 de marzo de 1962, teniendo cómo 1º alcalde el farmacéutico Antônio Rodrigues Lucena. 
El topónimo Ipubi proviene del tupí ipu-obi: pozo o fuente verde.